# Qingdao Youth Football Stadium
Das Qingdao Youth Football Stadium (chinesisch: 青岛青春足球场; pinyin: Qingdao Qingchun Zuqiuchang) ist ein Fußballstadion in Qingdao in der Volksrepublik China. Seit 2023 ist es die Heimat des Vereins Qingdao Hainiu aus der Super League.

## Geschichte
Das Stadion war Teil einer 2019 gestarteten Initiative zum Bau von fußballspezifischen Stadien in der Volksrepublik China in Antizipation auf die geplante Austragung der Fußball-Asienmeisterschaft 2023. Der Standort für das neue Stadion wurde etwa 25 km nördlich des Stadtzentrums in der Nähe des Flughafens Qingdao Liuting gewählt. Die Bauarbeiten begannen am 31. Juli 2020 und das Stadion wurde relativ pünktlich im April 2023 fertiggestellt. Aufgrund der COVID-19-Pandemie in der Volksrepublik China konnten jedoch keine Spiele der Asienmeisterschaft hier ausgetragen werden und das Turnier musste nach Katar verlegt werden.

## Design
Das Design des Stadions greift Qingdaos maritimen Charakter auf. Die wellenförmigen Linien, die entlang der Fassade verlaufen, erzeugen Knicke, die dem ovalen Gebäude eine originelle Form verleihen und die Wellen des Meeres symbolisieren sollen. Die Meeresatmosphäre wird auch durch die weiß-blaue Farbgebung der Sitze auf der Tribüne angedeutet.
Die Tribünen bestehen aus Stahlbeton, während das Dach und die Fassade auf einer seilgestützten Stahlfachwerkkonstruktion ruhen. Die Fassaden sind mit LED-Leuchten beleuchtet, die nachts eindrucksvolle Animationen erzeugen können.

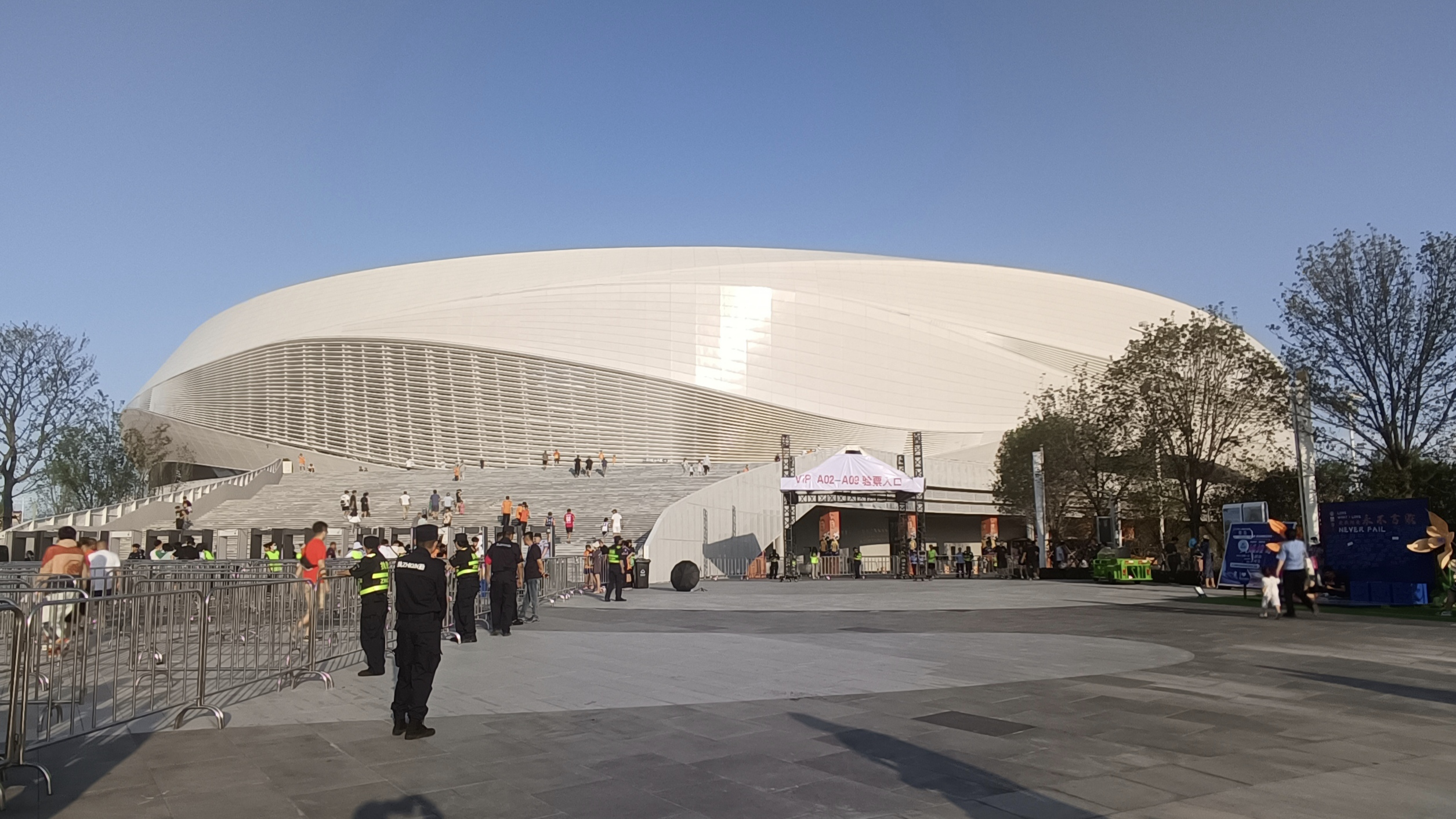
Stadion von Außen
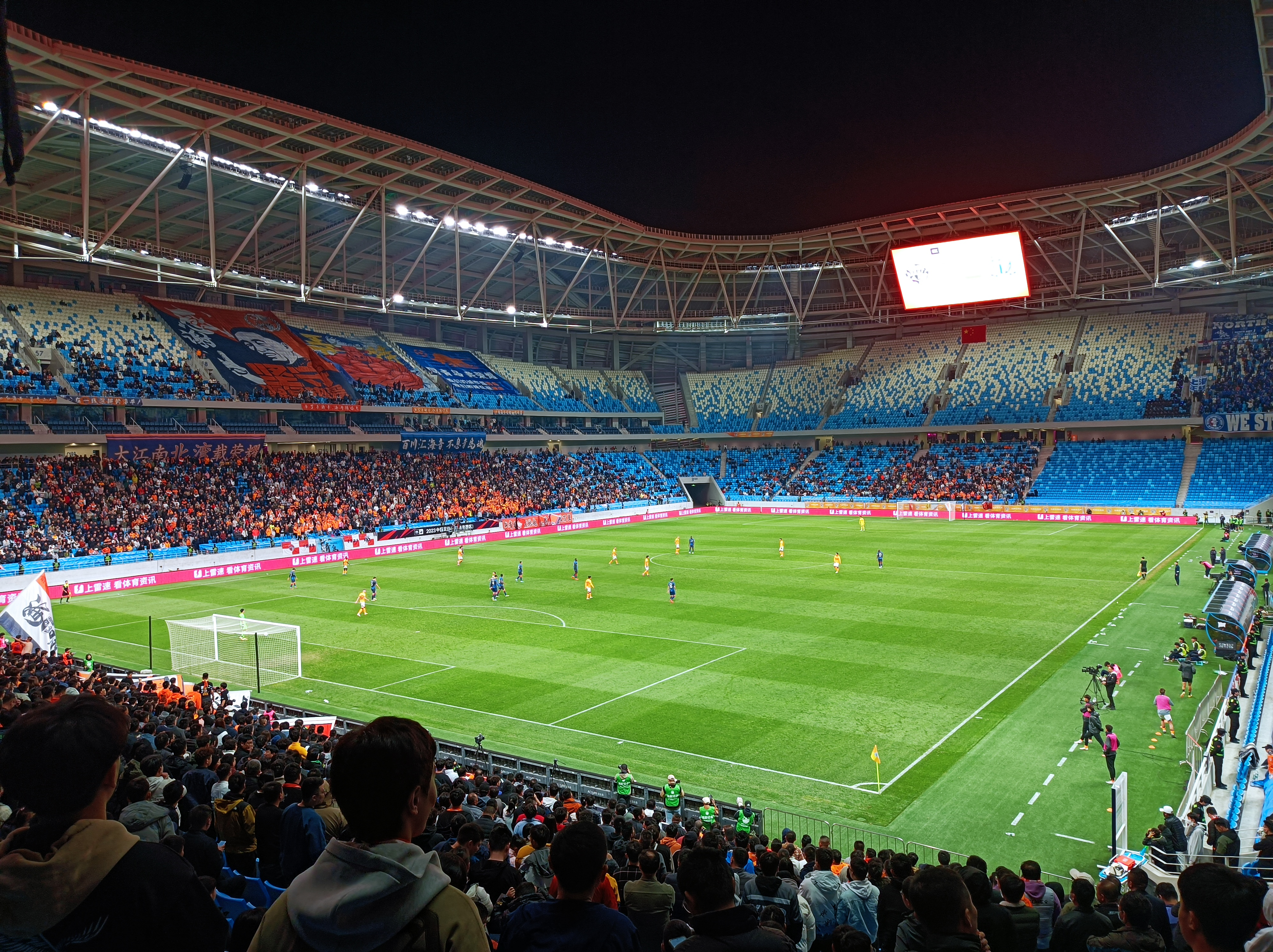
Bei einem Abendspiel